# Gladiolus antakiensis
Gladiolus antakiensis är en irisväxtart som beskrevs av A.P.Ham. Gladiolus antakiensis ingår i släktet sabelliljor, och familjen irisväxter. Inga underarter finns listade i Catalogue of Life.